# بروبانوات الزركونيوم
بروبانوات الزركونيوم مركب كيميائي يوجد على هيئة مسحوق أبيض صيغته الجزيئية Zr(CH3CH2COO)4 . تركيبه معقد ، لكن يُعتقد أنه عبارة عن بوليمرات زركونيوم مرتبطة ببعضها البعض عن طريق الهيدروكسي الجسرية ، مع مجموعة كربوكسيل البروبيونات المرتبطة بالزركونيوم . البروبيوناتات عبارة عن أملاح أو إسترات لحمض البروبيونيك . وهو غير ذواب في الماء ، لكنه يذوب في محلول الإيزوبروبانول ، الإيثانول ، وخلات الإيثيل . عندما يكون محشو أو غير محشو ، فإن كثافته 1.14 جم/سم3 أو 0.98 جم/سم3 على التوالي . ويستخدم لتعزيز الالتصاق في المذيبات المعتمدة في الأحبار . وتوجد معه شوائب الهافنيوم بشكل شائع . 